# People, Hell and Angels
People, Hell and Angels – kompilacja Jimiego Hendriksa. Zawiera dwanaście niewydanych wcześniej utworów. Ukazała się 5 marca 2013 roku. Utwory zaprezentowane na People, Hell and Angels to przeważnie nagrania Hendrixa i jego zespołu Band of Gypsys w którego skład wchodzili również Billy Cox i Buddy Miles. Według Eddiego Kramera, miał to być ostatni album Hendrixa który zawiera niewydane wcześniej studyjne nagrania.

## Lista utworów
Autorem wszystkich utworów, chyba że zaznaczono inaczej jest Jimi Hendrix.
| Nr  | Tytuł utworu                       | Długość |
| --- | ---------------------------------- | ------- |
| 1.  | „Earth Blues”                      | 3:33    |
| 2.  | „Somewhere”                        | 4:05    |
| 3.  | „Hear My Train a Comin’”           | 5:41    |
| 4.  | „Bleeding Heart” (James)           | 3:58    |
| 5.  | „Let Me Move You”                  | 6:50    |
| 6.  | „Izabella”                         | 3:42    |
| 7.  | „Easy Blues”                       | 5:57    |
| 8.  | „Crash Landing”                    | 4:14    |
| 9.  | „Inside Out”                       | 5:03    |
| 10. | „Hey Gypsy Boy”                    | 3:39    |
| 11. | „Mojo Man” (Allen, Allen, Hendrix) | 4:07    |
| 12. | „Villanova Junction Blues”         | 1:44    |
|     |                                    | 52:33   |

## Twórcy
- Jimi Hendrix – śpiew, gitara
- Buddy Miles – perkusja
- Billy Cox – gitara basowa
- Mitch Mitchell – perkusja (6, 7, 9)
- Juma Sultan – kongi (3, 4, 6, 7, 12)

Muzycy wspomagający
- Larry Lee – gitara rytmiczna (6, 7)
- Jerry Velez – kongi (6, 7)
- Stephen Stills – gitara basowa (2)
- Lonnie Youngblood – śpiew & saksofon (5)
- Rocky Isaac – perkusja (8)
- Al Marks – instr. perkusyjne (8)
- Albert Allen – śpiew (11)
- James Booker – pianino (11)

## Daty nagrań poszczególnych utworów
- „Earth Blues” – nagrano 19 grudnia 1969 roku w Record Plant Studios.
- „Somewhere” – nagrano 13 marca 1968 roku w Sound Center.
- „Hear My Train a Comin’”, „Bleeding Heart” i „Villanova Junction Blues” – nagrano 21 maja 1969 roku w Record Plant Studios.
- „Let Me Move You” i „Hey Gypsy Boy” – nagrano 18 marca 1969 roku w Record Plant Studios.
- Utwory „Izabella” i „Easy Blues” – nagrano 28 sierpnia 1969 roku w Hit Factory.
- „Crash Landing” – nagrano 24 kwietnia 1969 roku w Record Plant Studios.
- „Inside Out” – nagrano 11 czerwca 1968 roku w Record Plant Studios.
- „Mojo Man” – nagrano w czerwcu 1969 roku w Fame Studios, Muscle Shoals, Alabama; dogrywki w sierpniu 1970 roku w Electric Lady Studios.

## Źródła
- John McDermott, People, Hell and Angels, wyd. CD, książeczka, Legacy Recordings, Experience Hendrix, 2013 (ang.). Brak numerów stron w książce